# 米哈伊尔·波利修克

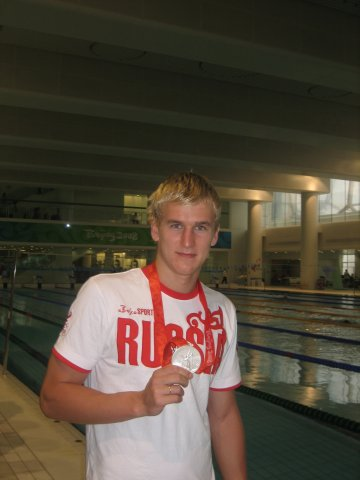
米哈伊尔·波利修克

米哈伊尔·波利修克（1989年1月10日—），出生於莫斯科，是俄罗斯男子游泳运动员，主攻自由泳。曾参加2008年北京奥运和2012年伦敦奥运，其中在2008年北京奥运期间收获一枚银牌。